# Nicolae Oprea (general)
Nicolae Oprea (n. 1950, Lupșa, România – d. 20 decembrie 2003)  a fost un general român.

## Biografie
A absolvit Școala Militară de Ofițeri de Tancuri „Mihai Viteazu” din Pitești, promoția 21 august 1972. A lucrat la MApN, Corpul de armată Cluj.
Generalul Nicolae Oprea a îndeplinit funcțiile de comandant al Comandamentului Național al Grănicerilor în perioada 15 mai 1999 - 1 iulie 1999 și de inspector general al Inspectoratului General al Poliției de Frontieră Române în perioada 1 iulie 1999 - 30
ianuarie 2011.. În această perioadă, a fost înaintat la gradul de general de divizie (cu 2 stele) la 1 decembrie 1999  și apoi la cel de general de corp de armată (cu 3 stele).
Generalul de corp de armată Nicolae Oprea a fost trecut în rezervă la data de 31 mai 2001.